# Arthropogon filifolius
Arthropogon filifolius är en gräsart som beskrevs av Tarciso S. Filgueiras. Arthropogon filifolius ingår i släktet Arthropogon och familjen gräs. Inga underarter finns listade i Catalogue of Life.